# Långtjärnen (Arvidsjaurs socken, Lappland, 724461-166224)
Långtjärnen är en sjö i Arvidsjaurs kommun i Lappland och ingår i Skellefteälvens huvudavrinningsområde. Sjön har en area på 0,0717 kvadratkilometer och ligger 344,2 meter över havet.

## Delavrinningsområde
Långtjärnen ingår i det delavrinningsområde (724399-166081) som SMHI kallar för Utloppet av Sandforsdammen. Medelhöjden är 334 meter över havet och ytan är 39,57 kvadratkilometer. Räknas de 434 avrinningsområdena uppströms in blir den ackumulerade arean 7 508,64 kvadratkilometer. Avrinningsområdets utflöde Skellefteälven mynnar i havet. Avrinningsområdet består mestadels av skog (60 procent) och sankmarker (17 procent). Avrinningsområdet har 7,34 kvadratkilometer vattenytor vilket ger det en sjöprocent på 18,5 procent.